# Buellia gerontoides
Buellia gerontoides är en lavart som först beskrevs av Stirt., och fick sitt nu gällande namn av Imshaug 1955. Buellia gerontoides ingår i släktet Buellia och familjen Caliciaceae.   Inga underarter finns listade i Catalogue of Life.